# 奥之山隆
奥之山 隆（おくのやま たかし、1948年3月5日 - ）は、日本の政治家。自由民主党所属。静岡県議会議員 (7期)、静岡県議会議長 (97代) 、袋井市議会議員 (2期) を歴任。旭日中綬章受章。

## 来歴
静岡県立磐田農業高等学校卒業。袋井市議会議員を2期7年務めた後、静岡県議会議員選挙に出馬。1995年静岡県議会議員選挙や1999年静岡県議会議員選挙の袋井市・周智郡選挙区 (定数2) で無投票再選を果たしている。
2000年10月に袋井市長選挙に出馬するため県議を辞職したが、現職であった豊田舜次に敗れた。2003年静岡県議会議員選挙でも同選挙区 (定数2) でトップ再選し、後の袋井市長である大場規之が落選した。2004年5月 八木健次副議長とともに静岡県議会議長に就任。2007年静岡県議会議員選挙では同選挙区 (定数2) で無投票再選。合計7期25年、県議を務めて引退。
2013年4月には再び袋井市長選挙に出馬したが現職の原田英之に2倍近い差で敗れた。

## 栄典
- 2015年5月 地方自治功労により袋井市政功労者表彰[4]
- 2018年4月 春の叙勲で地方自治功労により旭日中綬章を受章[3]